# Josjkar-Ola
Josjkar-Ola (ryska: Йошка́р-Ола́, mariska: Йошкар-Ола) är huvudstad i Marij El, en delrepublik i Ryssland, och har cirka 260 000 invånare. Rysslands strategiska robotstridskrafters huvudkvarter är placerad inte så långt från Josjkar-Ola.

## Historia
Från början (1584) hette staden Tsarjov Gorod (Царёв Город, "tsarens stad"). Det fanns dock ett flertal orter med samma namn i Ryssland på den tiden. Därför gjorde man ett försök att precisera stadens läge och klargöra att den ligger vid floden Koksjaga. Det gav upphov till namnen Tsarjov gorod na Koksjage (Царёв город на Кокша́ге) och Tsarjov gorod Koksjajskij (Царёв город Кокша́йский). Så småningom utformades ett officiellt namn, Tsarjovokoksjajsk (Царёвококша́йск) som var gällande under lång tid, fram till år 1919.
Den 17 februari 1919, i och med den nya kommunistiska epoken, fick staden ett nytt namn — Krasnokoksjajsk (Краснококша́йск; det ryska ordet красный betyder "röd"). Den 23 januari 1928 döptes staden om igen och blev slutligen Josjkar-Ola. Namnet betyder "den röda staden" på mariska. 
Under sovjeteran, speciellt under tiden efter andra världskriget, var staden ett regionellt industri- och transportcentrum och växte till sin nuvarande storlek. Sovjetunionens fall gjorde att de ineffektiva statliga företagens stöd försvann och många av fabrikerna i staden stängdes. Den kraftiga nedgången av levnadsstandarden efter detta gjorde att utbildade arbetare flyttade till större städer i Ryssland. Sedan dess har staden upplevt tillväxt. En asteroid har döpts efter staden, den heter 2910 Yoshkar-Ola ((2910) Йошкар-Ола).

## Bilder

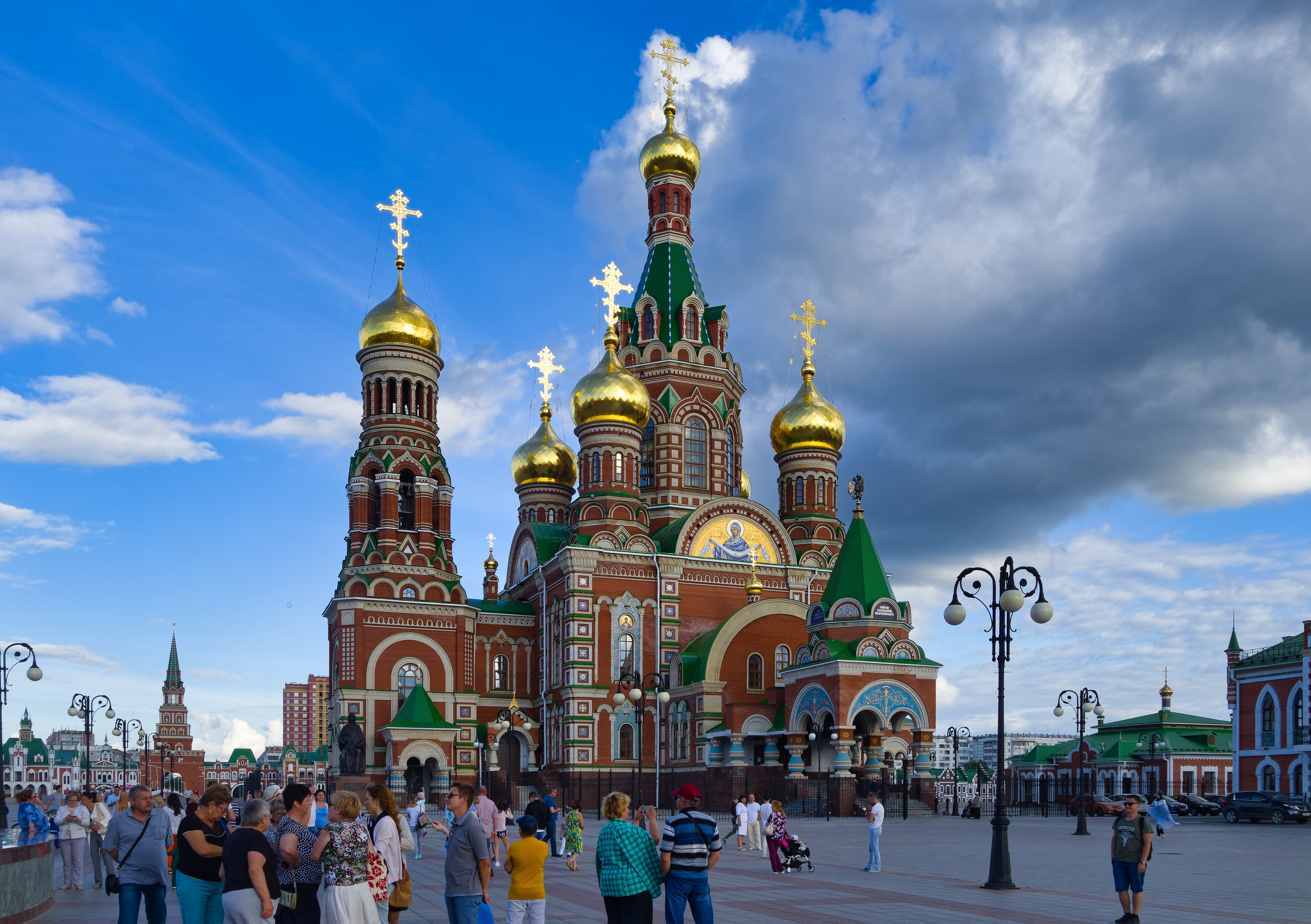
Bebådelsekatedralen i Josjkar-Ola.